# Ayene
Ayene – miasto w środkowej części Gwinei Równikowej, w prowincji Wele-Nzas. Według danych szacunkowych z 2007 roku liczyło 3 698 mieszkańców.